# Rozenhoedkaai
De Rozenhoedkaai is een straat in Brugge.

## Beschrijving
Eeuwenlang heeft deze straat langs de reie de naam Zoutdijk gedragen. In 1390 werd vermeld die zoutsteeghere bi den Eechoutte. Het was dus wellicht daar dat een steiger lag waar de schepen die zout aanleverden werden gelost.
Pas in de 18de eeuw kwam de Rozenhoedkaai als naam in gebruik. De reden was dat op die plek stalletjes stonden opgesteld die rozenkransen verkochten. Waarom in sommige gevallen 'kaai' of 'dijk' werd verkozen boven het meer algemeen gebruikte woord 'rei' is door de taalkundigen niet onderzocht.
Het is langs de Rozenhoedkaai dat Georges Rodenbach in zijn Bruges-la-Morte het hoofdpersonage in zijn verhaal deed wonen.
De Rozenhoedkaai loopt van de Dijver naar de Braambergstraat.
De Rozenhoedkaai is ook het meest gefotografeerde punt van Brugge.

## Literatuur

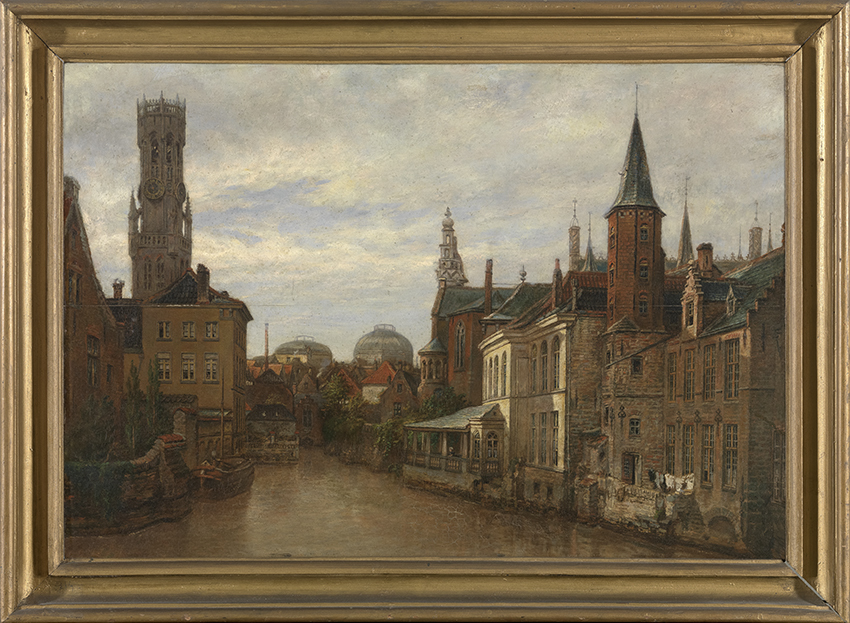
De Rozenhoedkaai, schilderij door Antoon Joostens, circa 1875 (Groeningemuseum).
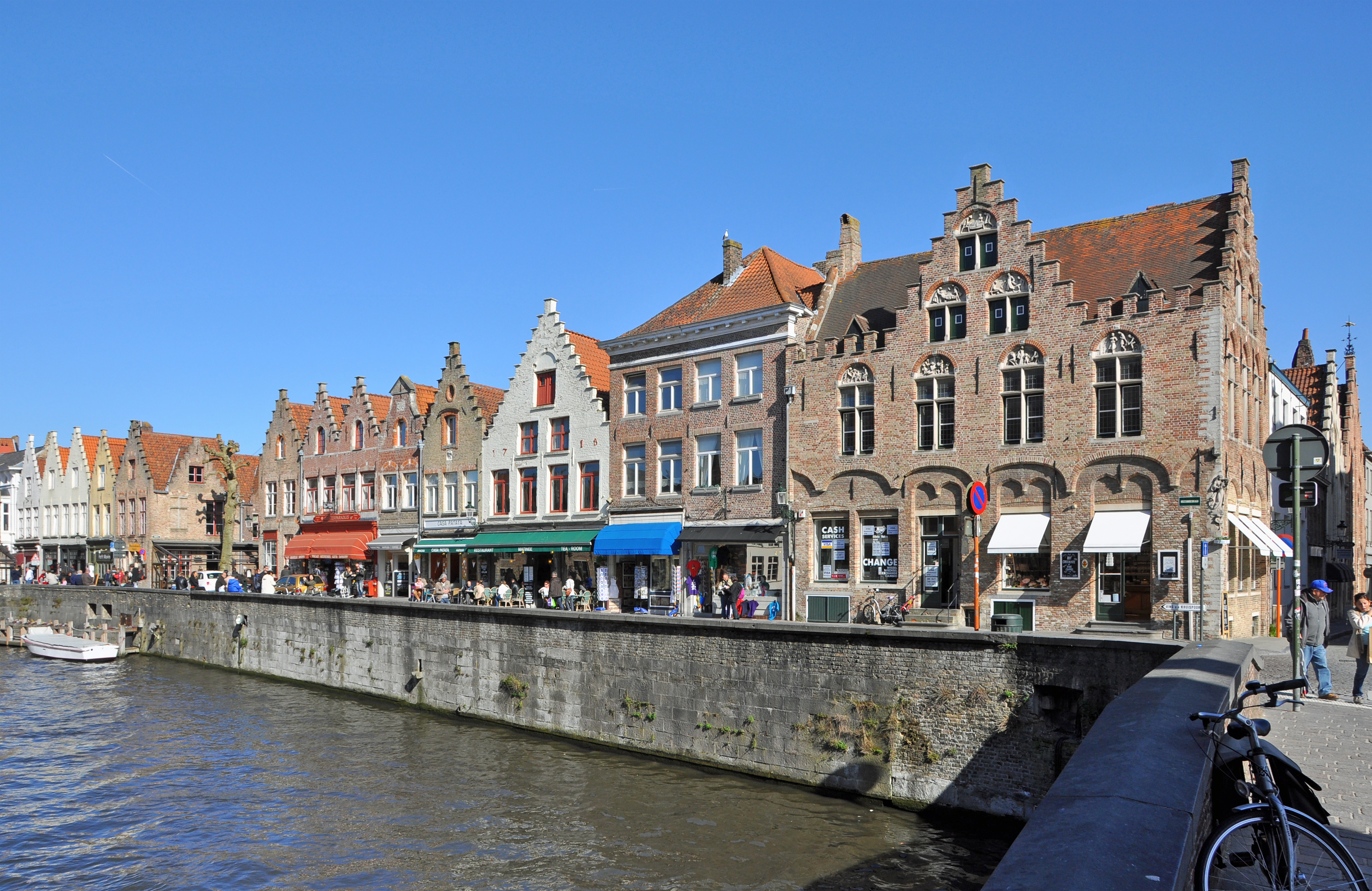
De Rozenhoedkaai, vanop de Sint-Jan-Nepomucenusbrug
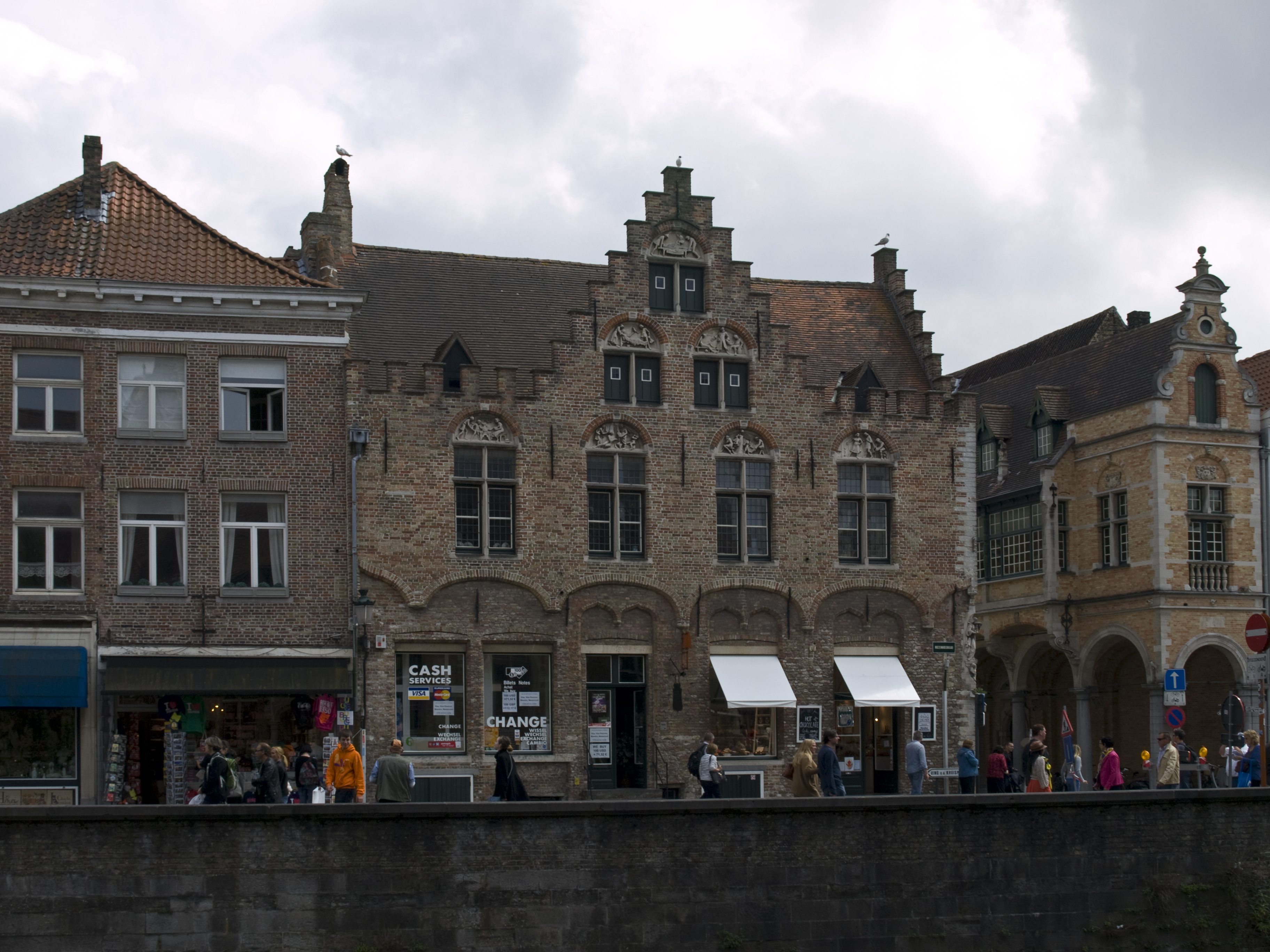
Rozenhoedkaai
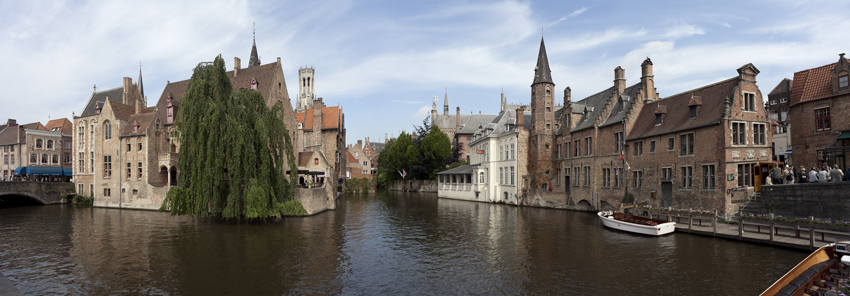
Het zicht op Brugge vanop de Rozenhoedkaai wordt vaak gefotografeerd
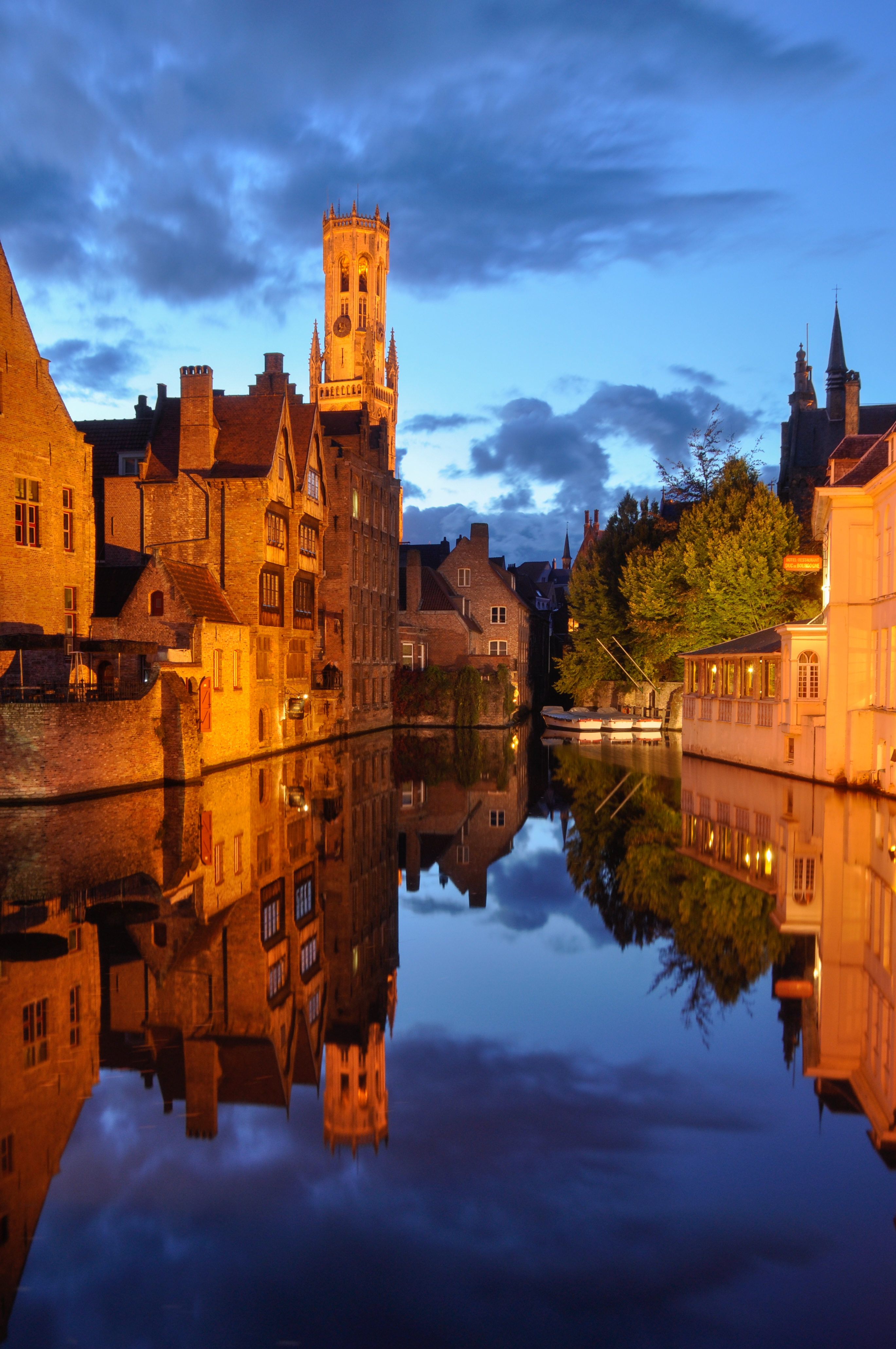
Het Blauwe uur (Foto van de dag, 25 juni 2013)